# Grand Prix Formule 1 van Spanje 2003
De Grand Prix Formule 1 van Spanje 2003 werd gehouden op 4 mei 2003 op het Circuit de Catalunya in Barcelona.

## Uitslag
| Positie | Nummer | Rijder                | Team               | Ronden | Tijd/Opgave     | Startplaats | Punten |
| ------- | ------ | --------------------- | ------------------ | ------ | --------------- | ----------- | ------ |
| 1       | 1      | Michael Schumacher    | Scuderia Ferrari   | 65     | 1:33:46.933     | 1           | 10     |
| 2       | 8      | Fernando Alonso       | Renault            | 65     | +5.716          | 3           | 8      |
| 3       | 2      | Rubens Barrichello    | Scuderia Ferrari   | 65     | +18.001         | 2           | 6      |
| 4       | 3      | Juan Pablo Montoya    | Williams-BMW       | 65     | +1:02.022       | 9           | 5      |
| 5       | 4      | Ralf Schumacher       | Williams-BMW       | 64     | +1 Ronde        | 7           | 4      |
| 6       | 21     | Cristiano da Matta    | Toyota             | 64     | +1 Ronde        | 13          | 3      |
| 7       | 14     | Mark Webber           | Jaguar Racing      | 64     | +1 Ronde        | 12          | 2      |
| 8       | 12     | Ralph Firman          | Jordan-Ford        | 63     | +2 Rondes       | 15          | 1      |
| 9       | 17     | Jenson Button         | BAR-Honda          | 63     | +2 Rondes       | 5           |        |
| 10      | 9      | Nick Heidfeld         | Sauber - Petronas  | 63     | +2 Rondes       | 14          |        |
| 11      | 18     | Justin Wilson         | Minardi - Cosworth | 63     | +2 Rondes       | 18          |        |
| 12      | 19     | Jos Verstappen        | Minardi - Cosworth | 62     | +3 Rondes       | 19          |        |
| Ret     | 11     | Giancarlo Fisichella  | Jordan-Ford        | 43     | Motor           | 17          |        |
| Ret     | 20     | Olivier Panis         | Toyota             | 41     | Versnellingsbak | 6           |        |
| Ret     | 10     | Heinz-Harald Frentzen | Sauber - Petronas  | 38     | Wielophanging   | 10          |        |
| Ret     | 5      | David Coulthard       | McLaren - Mercedes | 17     | Botsing         | 8           |        |
| Ret     | 16     | Jacques Villeneuve    | BAR-Honda          | 12     | Elektrisch      | 11          |        |
| Ret     | 7      | Jarno Trulli          | Renault            | 0      | Botsing         | 4           |        |
| Ret     | 15     | Antônio Pizzonia      | Jaguar Racing      | 0      | Startproblemen  | 16          |        |
| Ret     | 6      | Kimi Räikkönen        | McLaren - Mercedes | 0      | Botsing         | 20          |        |

## Wetenswaardigheden
- Eerste race: Ferrari F2003-GA. GA was bij de naam toegevoegd doordat Fiat-baas Gianni Agnelli kort voor de tentoonstelling van de wagen overleed.
- Eerste punten: Cristiano da Matta, Ralph Firman (ook laatste punten).
- Eerste dubbele DNF van het seizoen: McLaren.

## Statistieken
| Snelste ronde | Rubens Barrichello | Scuderia Ferrari | 1:20.143 |

## Noot
- Dit was de honderdste Grand Prix-start voor Jarno Trulli. Hiermee was Trulli de 52ste coureur die minstens 100 Grands Prix had gereden.
- Tiende snelste ronde voor Rubens Barrichello.
- Michael Schumacher wist zijn record uit te breiden door de Grote Prijs van Spanje voor de vijfde maal te winnen (eerdere overwinningen in 1995, 1996, 2001 en 2002).

1913 · 1923 · 1926 · 1927 · 1933 · 1934 · 1935 · 1951 · 1954 · 1967 · 1968 · 1969 · 1970 · 1971 · 1972 · 1973 · 1974 · 1975 · 1976 · 1977 · 1978 · 1979 · 1980 · 1981 · 1986 · 1987 · 1988 · 1989 · 1990 · 1991 · 1992 · 1993 · 1994 · 1995 · 1996 · 1997 · 1998 · 1999 · 2000 · 2001 · 2002 · 2003 · 2004 · 2005 · 2006 · 2007 · 2008 · 2009 · 2010 · 2011 · 2012 · 2013 · 2014 · 2015 · 2016 · 2017 · 2018 · 2019 · 2020 · 2021 · 2022 · 2023 · 2024 · 2025 · 2026